# SIG P290半自動手槍
SIG P290是一款由西格&紹爾在美國新罕布什尔州埃克塞特市的工廠所研製及於2011年至2017年生產的袖珍型單動式半自動手槍，採用聚合物底把與不銹鋼套筒，發射9×19毫米口徑手枪子彈。它已被SIG P365所取代。

## 概述
SIG P290是一款適合個人自衛和警察等執法機構的隱蔽攜帶的袖珍型手槍，發射9×19毫米帕拉贝鲁姆（9毫米魯格，9毫米北約）手枪子彈。不鏽鋼套筒表面採用西格&紹爾獨有的Nitron塗層表面處理，使其看起來很像黑色。套筒架設在不銹鋼底把以上，而底把位於聚合物握把部分（或外底把）的內部。P290並非模塊化設計，只有一種口徑和底把尺寸。SIG P290的重量為465克（16.4盎司）。配用彈匣容量為6發和裝有延長底板的8發（延長彈匣）兩種。6發彈匣底部裝有尾指稍息的底板，但原廠也提供無尾指稍息的齊平底板。
SIG P290具有夜間瞄具。夜間瞄具為附有兩點的缺口式照門與附有一點的片狀準星所組成的三點式準星。西格&紹爾的手槍所裝有的是戰鬥型瞄具。SIG P290沒有底部附件導軌，但可在防塵蓋的底部安裝專用雷射瞄準器。隨槍附帶的是其槍套、保險環鎖、彈匣和齊平底板。握把側板可以互換以定制其外觀。SIG P290為純雙動操作扳機（DAO），它可連動擊錘擊發子彈。
西格-紹爾位於美國新罕布什爾州的總部，是一家槍械和體育用品供應商。

## P290RS
2012年，新型的SIG P290RS取代了原來的P290型號。主要區別在於純雙動操作扳機（DAO）已經重新設計，具有重新待擊功能（Restrike Capability）。因此，該槍在型號數以後加上RS。如果出現啞火彈，射手現在可以很簡單地再度扣下扳機。而在重新待擊功能重新設計之前，需要射手向後拉動套筒以重置扳機切斷裝置，以試圖擊發首度嘗試時未能點燃的彈藥。
其他一些元素也進行了重新設計，其中包括握把海狸尾部範圍、在彈匣底板以上新增了手指支撐板、重塑的彈匣釋放按鈕和套筒保持開放杆。
這款手槍隨槍附帶一至兩具彈匣、槍套、配件和（有時）額外的握把面板。配用彈匣通常是6發容量的彈匣，以及帶有延長手指槽底板使該槍更容易的控制的8發彈匣。P290RS亦有著.380 ACP口徑的型號。

## 資料來源
1. 1 2  Sweeney, Patrick. . Guns & Ammo. Outdoor Sportsman Group.   [10 January 2018]. （原始内容存档于2016-08-07）.
2. ↑  . The Truth About Guns. Robert Farago.   [10 January 2018]. （原始内容存档于2018-06-17）.
3. ↑  . sellierbellot.us. sellierbellot.us.   [15 February 2017]. （原始内容存档于2018-01-10）.
4. ↑  . gandermountain.com. gandermountain.com.   [15 February 2017]. （原始内容存档于2017-02-17）.
5. ↑  . sigsauer.com.   [15 February 2017]. （原始内容存档于2017年2月17日）.
6. ↑  . Sigsauer.com. Sig Sauer Inc.
7. ↑  . Guns, Holsters, and Gear. Richard Johnson,.   [10 January 2018]. （原始内容存档于2018-06-17）.

## 外部連結
- （英文）—SIG-Sauer P290
- （英文）—Modern firearms—SIG-Sauer P290 pistol（页面存档备份，存于）
- （简体中文）—D Boy Gun World（槍炮世界）—SIG Sauer P290（页面存档备份，存于）